# Type 5 Na-To
Il Type 5 Na-To è stato un cacciacarri ed uno degli ultimi mezzi corazzati prodotti in Giappone alla fine della seconda guerra mondiale.
Il progetto di un mezzo preposto al contrasto degli M4 Sherman, contro i quali non vi erano vere e proprie difese, indusse nel 1943 alla creazione di un mezzo armato del cannone Type 4 da 75 mm antiaereo. In attesa dell'arrivo del pezzo se ne cercò la base semovente; alla fine fu deciso di installarlo sullo scafo del Type 4 Chi-So, un trasporto truppe completamente cingolato, proveniente a sua volta dal telaio del carro armato medio Type 4 Chi-To. Il prototipo del trasporto fu pronto ad aprile: il motore era posto nel retro e la cabina anteriore, dove trovavano posto un pilota e un operatore radio, era protetta da corazze saldate e spesse 12 mm. L'armamento fu sistemato su uno speciale affusto a perno dietro la cabina di guida, era operato da 5 uomini e dotato di uno scudo spesso 12 mm. Lo scafo e il cannone furono testati separatamente nell'estate del 1944 e tali collaudi indussero l'apporto di alcuni cambiamenti: per garantire agli addetti, alloggiati nel vano trasporto, una certa protezione, furono aggiunte piastre da 12 mm ai lati del veicolo; l'armamento fu sostituito da un cannone Type 5 da 75 millimetri controcarro, perché l'altra arma aveva avuto problemi di messa a punto.

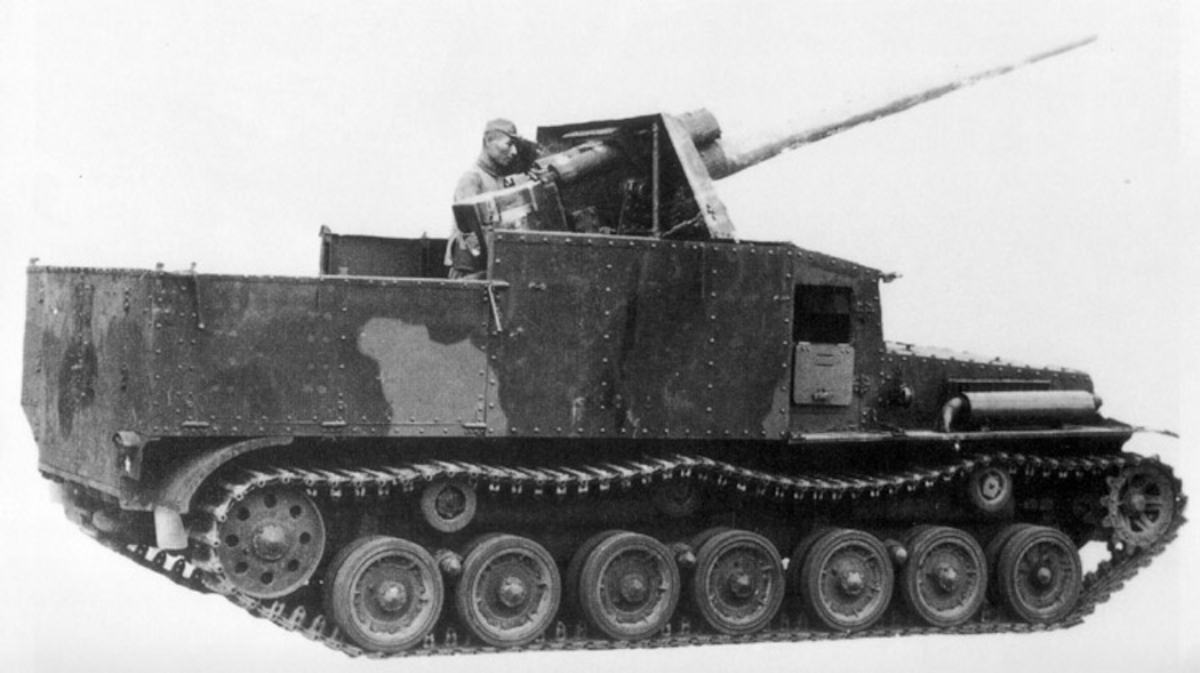
Vista laterale del Type 5 Na-To

Il sistema d'arma nel suo insieme fu provato nella primavera del 1945 raccogliendo critiche positive per la mobilità e l'efficacia del cannone, con una velocità iniziale di 850 m/s e capace di penetrare 75 mm d'acciaio alla distanza di 1.000 metri. I militari ne furono soddisfatti e ordinarono 200 esemplari, ma ormai l'industria nipponica era allo stremo e afflitta da penuria di risorse di ogni genere: solo un secondo mezzo fu fabbricato, e nessuno dei due fu mai impiegato in battaglia. Un'altra fonte riporta invece che forse furono completate alcune altre unità, e che un paio di Na-To, inviati in Manciuria per ulteriori collaudi, probabilmente vennero distrutti ad agosto 1945 mentre combattevano contro le forze sovietiche.